# Dreissena
Dreissena is een geslacht van tweekleppigen uit de familie van de Dreissenidae.

## Soorten
- Dreissena polymorpha Pallas, 1771 (Driehoeksmossel)
- Dreissena anatolica Locard, 1893
- Dreissena bugensis Andrusov, 1897 (Quaggamossel)
- Dreissena caputlacus Schütt, 1993
- Dreissena carinata (Dunker, 1853)
- Dreissena caspia Eichwald, 1855
- Dreissena elata Andrusov, 1897
- Dreissena gallandi Locard, 1893
- Dreissena rostriformis (Deshayes, 1838)
- Dreissena siouffi Locard, 1893
- Dreissena tschaudae
- Dreissena blanci Westerlund, 1890
- Dreissena stankovici Lvova & Starobogatov, 1982